# Canicattini Bagni
Canicattini Bagni (Aniattini trong tiếng Sicilia) Là một đô thị ở tỉnh Siracusa, Sicilia (Italia), có vị trí khoảng 190 km về phía đông nam của Palermo và khoảng 20 km về phía tây nam của Syracuse. Tại thời điểm ngày 31 tháng 12 năm 2004, đô thị này có dân số 7.415 người và diện tích là 15,1 km².
Canicattini Bagni giáp các đô thị: Noto, Syracuse.